# Akitakata
Akitakata (安芸高田市, Akitakata-shi) est une ville située dans la préfecture de Hiroshima, au Japon.

## Géographie

### Situation
Akitakata est située dans le nord de la préfecture de Hiroshima, au nord-est de la ville de Hiroshima. Elle est traversée par le fleuve Gōno.

### Municipalités limitrophes
| Kitahiroshima | Ōnan      | Miyoshi          |
| Kitahiroshima | Akitakata | Miyoshi          |
| Hiroshima     | Hiroshima | Higashihiroshima |

### Démographie
En décembre 2023, la population d'Akitakata s'élevait à 26 675 habitants, répartis sur une superficie de 537,75 km2.

### Climat
Akitakata a un climat subtropical humide caractérisé par des étés chauds et des hivers frais avec pas ou peu de chutes de neige. La température moyenne annuelle est de 13,0 °C. La pluviométrie annuelle moyenne est de 1 581 mm, septembre étant le mois le plus humide.

## Histoire
La ville a été fondée le 1er mars 2004, après la fusion de six bourgs : Koda, Midori, Mukaihara, Yachiyo, Yoshida et Takamiya.

## Économie
Akitakata produit le thé Ebitsu qui provient de l'ancien bourg de Mukaihara.

## Patrimoine culturel
De nombreux festivals (matsuri) ont lieu tout au long de l'année à Akitakata.
Les ruines du château de Yoshida-Kōriyama sont encore visibles.

## Transports
Akitakata est desservie par les routes :
- 国道54号 (route nationale 54) ;
- 国道433号 (route nationale 433).

La ville est desservie par la ligne Geibi de la JR West.